# U-210 (tàu ngầm Đức)
U-210 là một tàu ngầm tấn công  Lớp Type VII thuộc phân lớp Type VIIC được Hải quân Đức Quốc Xã chế tạo trong Chiến tranh Thế giới thứ hai. Nhập biên chế năm 1942, nó chỉ thực hiện được một chuyến tuần tra duy nhất và không đánh chìm được mục tiêu nào, trước khi bị tàu khu trục Canada HMCS Assiniboine đánh chìm tại vùng biển Bắc Đại Tây Dương vào ngày 6 tháng 8, 1942. 

## Thiết kế và chế tạo

### Thiết kế

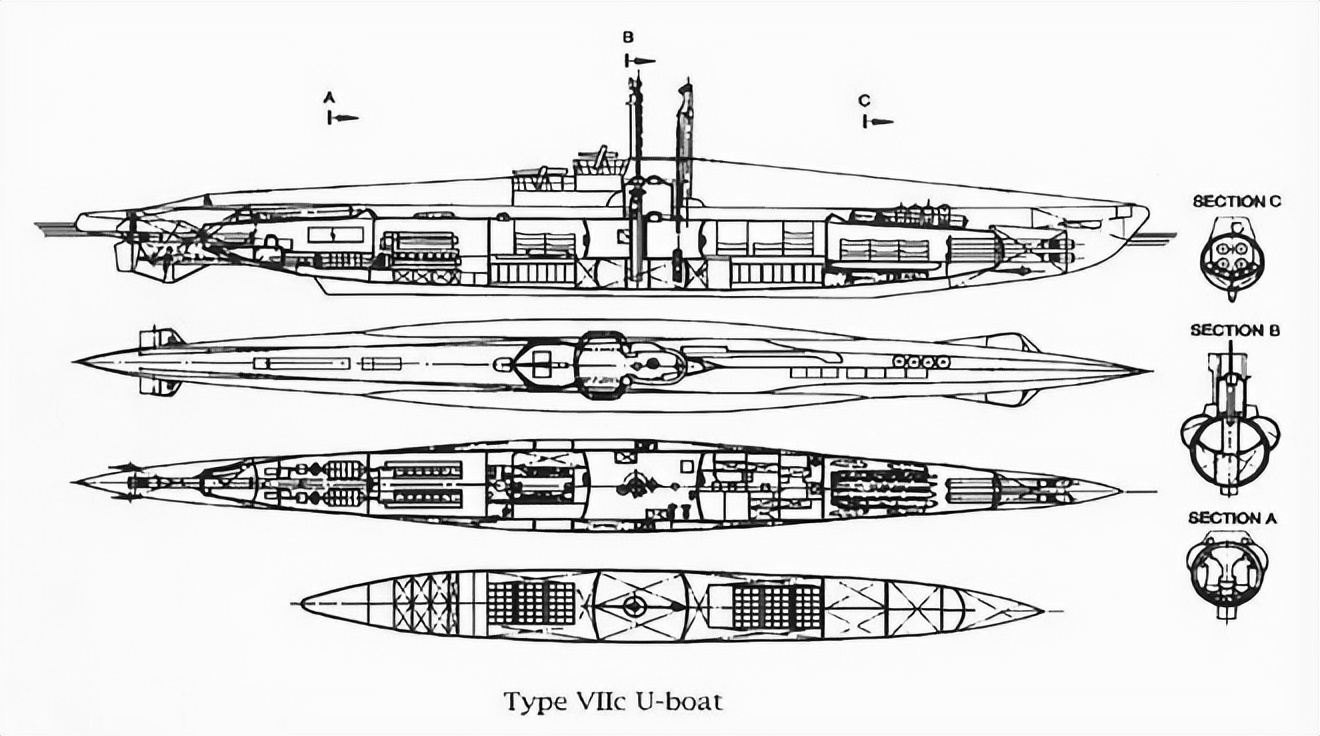
Sơ đồ các mặt cắt một tàu ngầm Type VIIC

Phân lớp VIIC của Tàu ngầm Type VII là một phiên bản VIIB được kéo dài thêm. Chúng có trọng lượng choán nước 769 t (757 tấn Anh) khi nổi và 871 t (857 tấn Anh) khi lặn). Con tàu có chiều dài chung 67,10 m (220 ft 2 in), lớp vỏ trong chịu áp lực dài 50,50 m (165 ft 8 in), mạn tàu rộng 6,20 m (20 ft 4 in), chiều cao 9,60 m (31 ft 6 in) và mớn nước 4,74 m (15 ft 7 in).
Chúng trang bị hai động cơ diesel Germaniawerft F46 siêu tăng áp 6-xy lanh 4 thì, tổng công suất 2.800–3.200 PS (2.100–2.400 kW; 2.800–3.200 bhp), dẫn động hai trục chân vịt đường kính 1,23 m (4,0 ft), cho phép đạt tốc độ tối đa 17,7 kn (32,8 km/h), và tầm hoạt động tối đa 8.500 nmi (15.700 km) khi đi tốc độ đường trường 10 kn (19 km/h). Khi đi ngầm dưới nước, chúng sử dụng hai động cơ/máy phát điện AEG GU 460/8–27 tổng công suất 750 PS (550 kW; 740 shp). Tốc độ tối đa khi lặn là 7,6 kn (14,1 km/h), và tầm hoạt động 80 nmi (150 km) ở tốc độ 4 kn (7,4 km/h). Con tàu có khả năng lặn sâu đến 230 m (750 ft).
Vũ khí trang bị có năm ống phóng ngư lôi 53,3 cm (21 in), bao gồm bốn ống trước mũi và một ống phía đuôi, và mang theo tổng cộng 14 quả ngư lôi, hoặc tối đa 22 quả thủy lôi TMA, hoặc 33 quả TMB. Tàu ngầm Type VIIC bố trí một hải pháo 8,8 cm SK C/35 cùng một pháo phòng không 2 cm (0,79 in) trên boong tàu. Thủy thủ đoàn bao gồm 4 sĩ quan và 40-56 thủy thủ.

### Chế tạo
U-210 được đặt hàng vào ngày 16 tháng 10, 1939, và được đặt lườn tại xưởng tàu của hãng Friedrich Krupp Germaniawerft tại Kiel vào ngày 15 tháng 3, 1941. Nó được hạ thủy vào ngày 23 tháng 12, 1941, và nhập biên chế cùng Hải quân Đức Quốc Xã vào ngày 21 tháng 2, 1942 dưới quyền chỉ huy của Hạm trưởng, Thiếu tá Hải quân Rudolf Lemcke.

## Lịch sử hoạt động
U-210 khởi hành từ Kiel vào ngày 18 tháng 7, 1942 cho chuyến tuần tra duy nhất trong chiến tranh. Nó băng qua khe GIUK giữa quần đảo Faroe và Iceland để đi đến hoạt động tại khu vực Bắc Đại Tây Dương về phía Đông Newfoundland, Canada. U-210 phát hiện Đoàn tàu SC 94 vào sáng ngày 6 tháng 8 ở vị trí về phía Nam mũi Farewell, Greenland. Trong bối cảnh sươg mù dày đặc, tàu khu trục Canada HMCS Assiniboine, trong thành phần hộ tống cho Đoàn tàu SC 94, đã phát hiện chiếc tàu ngầm qua radar. U-210 hầu như đã thoát được qua làn sương mù khi bất ngờ băng ngang qua phía mũi Assiniboine ở khoảng cách 50 yd (46 m). Cả hai đã nổ súng nhắm vào nhau, và khoảng cách quá gần khiến hải pháo của Assiniboine không thể hạ đủ thấp, nhưng hỏa lực súng máy đã càn quét U-210 khá hiệu quả, rồi khẩu pháo phía đuôi chiếc tàu khu trục đã bắn trúng tháp chỉ huy chiếc tàu ngầm, khiến mọi người trên cầu tàu đều thiệt mạng. Sĩ quan cao cấp còn lại của U-210 quyết định lặn xuống, nhưng nó chỉ đi chậm trên một đường thẳng, cho phép Assiniboine đổi hướng và húc trúng U-210 ngay sau tháp chỉ huy, khiến chiếc tàu ngầm hỏng động cơ điện, hư hại chân vịt và thùng dằn bị thủng. Assiniboine còn húc trúng U-210 thêm một lần nữa, rồi thả mìn sâu tấn công ở độ sâu nông, cuối cùng đánh chìm chiếc tàu ngầm Đức tại tọa độ 54°24′B 34°37′T / 54,4°B 34,617°T. 37 người sống sót đã được cứu vớt và bị bắt làm tù binh chiến tranh, nhưng sáu người của U-210 đã thiệt mạng trong trận chiến này.

### "Bầy sói" tham gia
U-210 từng tham gia hai bầy sói:
- Pirat (29 tháng 7 – 3 tháng 8, 1942)
- Steinbrinck (3 – 6 tháng 8, 1942)